# Reiko Nakamura
Reiko Nakamura (n. 17 mai 1982, Yokohama, Japonia) este o înotătoare japoneză, medaliată olimpică. A participat la 2 ediții ale Jocurilor Olimpice (2004, 2008) în care a câștigat o medalie de bronz.